# Yoon Suk-yeol
Yoon Suk-yeol (Seul, 18 de dezembro de 1960) é um político e ex-promotor sul-coreano que exerceu o cargo de 13.º presidente da República da Coreia entre 2022 e 2025, quando foi destituído, e de procurador-geral da Coreia do Sul de 2019 a 2021. Yoon foi impugnado pela Assembleia Nacional em 2024, após a sua controversa declaração de lei marcial. Tornou-se, assim, o presidente eleito por sufrágio direto com o mandato mais breve na história democrática da Coreia do Sul.
Yoon graduou-se em Direito pela Universidade Nacional de Seul, onde obteve também o grau de mestre. Enquanto chefe do Ministério Público do Distrito Central de Seul, desempenhou papel central na condenação da ex-presidente Park Geun-hye e do ex-presidente Lee Myung-bak por abuso de poder. Em 2019, foi nomeado procurador-geral pelo então presidente Moon Jae-in. Durante sua gestão, o Ministério Público conduziu investigações controversas contra Cho Kuk, figura proeminente no governo Moon, as quais culminaram na renúncia de Cho ao cargo de ministro da Justiça. Os conflitos de Yoon com a administração Moon, que precederam sua renúncia em 2021, alavancaram sua projeção política entre setores conservadores do eleitorado. Em junho de 2021, anunciou sua candidatura à presidência na eleição de 2022. Filiou-se ao Partido do Poder Popular (PPP) em julho do mesmo ano e obteve a nomeação oficial da legenda em novembro. Identificado como um político conservador e liberal em matéria econômica, Yoon fez campanha prometendo desregulamentação econômica e a extinção do Ministério da Igualdade de Gênero e da Família. Em 9 de março de 2022, derrotou por margem estreita o candidato do Partido Democrático, Lee Jae-myung, e tomou posse em 10 de maio, tornando-se o primeiro presidente eleito nascido após o cessar das hostilidades da Guerra da Coreia.
Durante seu mandato, a política externa de Yoon foi caracterizada por uma postura mais intransigente em relação à Coreia do Norte e uma aproximação diplomática com o Japão, em contraste com seus predecessores. Sua gestão foi alvo de críticas em decorrência da resposta ao desastre da superlotação no Halloween em Seul, em 2022, bem como pela condução de uma prolongada crise no sistema de saúde. Nas eleições legislativas intermediárias de 2024, o PPP sofreu derrota significativa, o que fragilizou ainda mais sua base de apoio parlamentar. Observadores apontaram para um processo de regressão democrática e tendências autoritárias crescentes sob sua presidência. Yoon enfrentou baixos índices de aprovação ao longo do mandato e passou a ser descrito como um "presidente em fim de curso". Em 3 de dezembro de 2024, Yoon decretou lei marcial, a primeira vez que tal medida foi adotada na Coreia do Sul desde o regime militar de Chun Doo-hwan, em 1980. O presidente acusou membros da Assembleia Nacional de colaborarem com a Coreia do Norte, no entanto, revogou a medida poucas horas depois, quando o Parlamento aprovou moção de emergência invalidando o decreto. Em meio a protestos em massa e críticas generalizadas, uma primeira moção de impeachment foi apresentada no dia seguinte, mas fracassou por não atingir o quorum de 200 votos. Dez dias depois, uma segunda votação resultou em sua destituição, com 204 votos favoráveis, incluindo 12 parlamentares de sua própria legenda.
Yoon tornou-se, assim, o primeiro presidente sul-coreano em exercício a ser alvo de mandado de prisão e, em janeiro de 2025, o primeiro a ser efetivamente detido e encarcerado. Encontra-se atualmente sob investigação por insurreição, podendo enfrentar pena capital caso seja condenado. Em 4 de abril de 2025, a Corte Constitucional da Coreia confirmou por unanimidade o impeachment aprovado pela Assembleia Nacional, encerrando formalmente seu mandato presidencial. Em 16 de maio de 2025, anunciou sua desfiliação do Partido do Poder Popular, em meio ao declínio nas intenções de voto do candidato da legenda nas eleições extraordinárias, o que motivou lideranças partidárias a exigirem sua saída.

## Infância e educação
Yoon nasceu em Yeonhui-dong, distrito de Seodaemun, Seul em 1960. Alguns sugeriram que ele era de Honam, mas foi relatado como um boato. Seu pai, Yoon Ki-joong, é um educador aposentado formado pela Universidade Yonsei e pela Universidade Hitotsubashi, que mais tarde estabeleceu a Sociedade Estatística Coreana e agora é membro pleno da Academia Nacional de Ciências da República da Coreia. Sua mãe nasceu em Gangneung e foi professora na Universidade de Mulheres Ewha antes de deixar o cargo depois de se casar.
Yoon frequentou a Choongam High School e estudou direito na Universidade Nacional de Seul. Ele é colega de Moon Kang-bae, um advogado que descreveu Yoon como uma pessoa "extrovertida e fiel". Pouco depois do Massacre de Gwangju, Yoon e seus colegas realizaram um julgamento simulado, onde atuou como promotor, exigindo a pena de morte para Chun Doo-hwan, o presidente da Coreia. Após o julgamento simulado, Yoon escapou para a província de Gangwon.
Yoon foi dispensado em 1982 do serviço nacional devido à anisometropia. Yoon acrescentou mais tarde que não conseguiu obter uma carteira de motorista por causa da condição.
Yoon passou na primeira parte do exame da Ordem no 4º ano da universidade, mas falhou na segunda. Ele continuou falhando pelos próximos nove anos. As razões para suas tentativas fracassadas não são claras, mas a causa principal é amplamente considerada como sendo o julgamento simulado que ele realizou contra Chun Doo-hwan. Ele finalmente passou na barra em 1991, na mesma turma que o deputado do Partido Democrático e ministro da Justiça Park Beom-kye.

## Carreira de procurador

### Início de carreira
Yoon começou sua carreira no Gabinete do Procurador Público de Daegu em 1994. Ele chefiou o Ramo Especial e o Departamento Central de Investigação, ambos investigando casos relacionados à corrupção. Em 1999, prendeu o comissário assistente Park Hui-won, que estava envolvido em corrupção apesar das fortes objeções dos burocratas do gabinete de Kim Dae-jung.
Em janeiro de 2002, Yoon trabalhou brevemente como advogado na Bae, Kim & Lee, mas saiu porque sentiu que não era adequado para o cargo. Após seu retorno como promotor, ele processou figuras pró-Roh Moo-hyun como Ahn Hee-jung e Kang Keum-won. Em 2006, ele prendeu Chung Mong-koo por sua cumplicidade em um caso de caixa dois na Hyundai Motor Company. Em 2008, ele trabalhou para a equipe de advogados independentes resolvendo o incidente BBK relacionado ao presidente Lee Myung-bak.
Em 2013, Yoon liderou uma equipe de investigação especial que investigou o envolvimento do Serviço Nacional de Inteligência (NIS) no escândalo de manipulação da opinião pública de 2012 do NIS. Yoon procurou a acusação do ex-chefe do NIS, Won Sei-hoon por violar a Lei Eleitoral de Funcionários Públicos. Ele acusou o ministro da Justiça Hwang Kyo-ahn de influenciar sua investigação. Como resultado, ele foi rebaixado da Promotoria de Seul para a Procuradoria de Daegu e Daejeon.
Yoon mais tarde se tornou chefe de investigações na equipe de promotores especiais de Park Young-soo, que investigou alegações relacionadas ao escândalo Choi Soon-sil de 2016 envolvendo Choi, o vice-presidente da Samsung Lee Jae-yong e a então presidente Park Geun-hye, que levou ao impeachment da presidente em dezembro de 2016.
Em 19 de maio de 2017, o recém-eleito presidente Moon Jae-in nomeou Yoon como chefe da Promotoria do Distrito Central de Seul. A promotoria indiciou dois ex-presidentes Lee Myung-bak e Park Geun-hye, três ex-chefes do NIS, o ex-chefe de justiça Yang Sung-tae e mais de 100 outros ex-funcionários e executivos de negócios sob seu mandato. Yoon também liderou uma investigação sobre fraude contábil na Samsung.

### Procurador-Geral
Em 17 de junho de 2019, Yoon foi nomeado procurador-geral, substituindo Moon Moo-il. Sua nomeação foi bem recebida pelo Partido Democrático e pelo Partido pela Democracia e Paz, mas foi contestada pelo Partido Coreia Liberdade e pelo Partido Bareunmirae. O partido minoritário Partido da Justiça permaneceu neutro. Em 16 de julho, ele foi oficialmente nomeado o novo Procurador-Geral e iniciou seu mandato 9 dias depois. O presidente Moon ordenou que ele fosse neutro, acrescentando que qualquer tipo de corrupção deve ser rigorosamente investigada, embora esteja relacionada ao governo.
Yoon liderou investigações contra o Ministro da Justiça Cho Kuk, que estava envolvido em vários escândalos. Sua decisão de processar foi bem recebida pela oposição, mas condenada pelo Partido Democrático e seus apoiadores.
Depois que Choo Mi-ae foi nomeada a nova Ministra da Justiça, ela entrou com uma ação contra vários promotores próximos a Yoon. Choo atribuiu sua decisão ao fracasso de Yoon em apresentar um plano de reorganização para seu departamento, que ela solicitou, mas isso foi visto como retaliação pela Casa Azul pela acusação de Cho Kuk.
Em abril de 2020, os legisladores do Partido Democrático atacaram novamente Yoon e pediram que ele renunciasse quando a promotoria iniciou investigações sobre casos de violação da lei eleitoral envolvendo políticos do governo e da oposição e também suspeita de manipulação da eleição para prefeito de Ulsan pelo prefeito Song Cheol-ho em 2018 por secretários seniores da Casa Azul.

#### Suspensão, reintegração e demissão
Em 24 de novembro de 2020, o Ministro da Justiça Choo Mi-ae suspendeu Yoon de seu cargo, citando supostas violações éticas, abuso de poder e interferência nas investigações de seus associados e familiares. Yoon entrou com uma liminar contra a ordem de suspensão do ministro, que foi aprovada pelo Tribunal Administrativo de Seul em 1º de dezembro, suspendendo temporariamente a suspensão. Em 16 de dezembro, o Ministério da Justiça impôs uma suspensão de dois meses a Yoon, aceitando quatro das seis acusações principais por ação disciplinar. A decisão foi posteriormente aprovada pelo presidente Moon. No entanto, em 24 de dezembro, após uma liminar arquivada no Tribunal Administrativo de Seul, a suspensão foi anulada quando o tribunal aceitou a alegação de Yoon de que o processo para suspendê-lo era injusto.
Em 4 de março de 2021, Yoon apresentou sua renúncia, que foi aceita pelo presidente Moon.

## Eleição presidencial de 2022

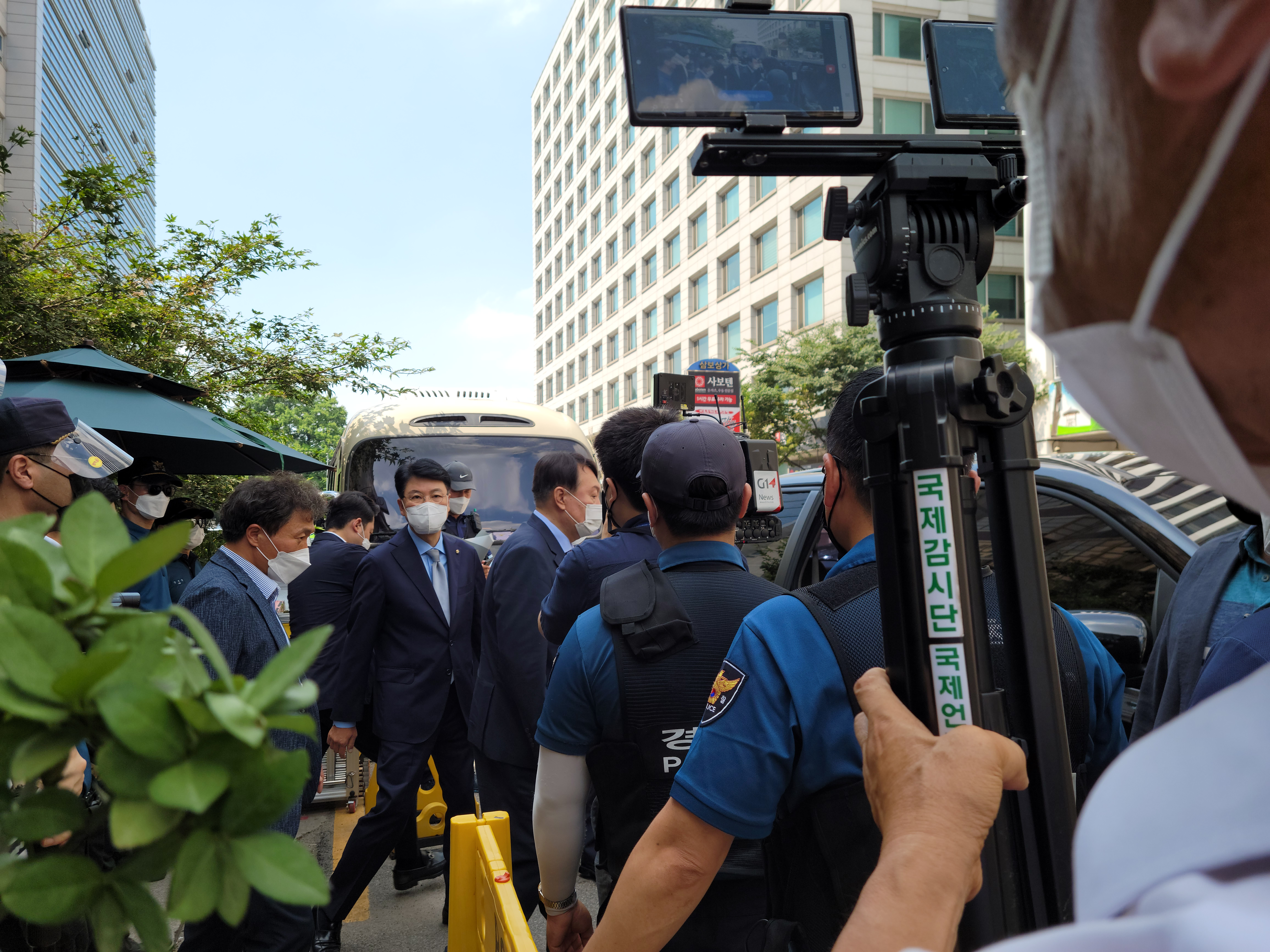
Yoon Suk-yeol deixando a sede do Partido do Poder Popular (PPP) logo após ingressar no partido em 30 de julho de 2021

Yoon foi considerado um potencial candidato presidencial para as eleições presidenciais de 2022 desde o rescaldo do escândalo de Cho Kuk, aparecendo como um candidato significativo nas pesquisas de opinião das eleições gerais desde pelo menos janeiro de 2020. Em uma pesquisa de janeiro de 2021, incluindo todos os possíveis candidatos presidenciais, Yoon liderou como o mais favorecido com 30,4% dos votos, mais do que os apoios individuais aos líderes do Partido Democrático Lee Jae-myung e Lee Nak-yon.
Em 29 de junho de 2021, Yoon anunciou oficialmente sua candidatura nas eleições presidenciais de 2022. Em 12 de julho, registrou-se na Comissão Nacional de Eleições como candidato independente.
Em 30 de julho de 2021, Yoon se juntou oficialmente ao conservador Partido do Poder Popular, que atualmente é o principal partido de oposição na Coreia do Sul. Antes disso, Yoon era um político independente, embora seu apoio popular viesse principalmente de conservadores. Yoon foi recebido no PPP por Choi Jae-hyung, um candidato presidencial de 2022, em uma pequena cerimônia pública na sede do PPP localizada em Yeouido, Seul. Choi era o ex-chefe do Conselho de Auditoria e Inspeção e também recentemente se juntou ao PPP, tornando-se oficialmente um membro em 15 de julho. A cerimônia de boas-vindas de Yoon ao Partido do Poder Popular notavelmente não incluiu o líder do partido recém-eleito Lee Jun-seok, que estava fora de Seul na época.
Durante o período das eleições primárias, Yoon foi criticado por várias gafes percebidas e declarações controversas. Em julho, Yoon defendeu uma semana de trabalho de 120 horas enquanto criticava a política do Presidente Moon da semana de trabalho máximo de 52 horas. Yoon defendia a desregulamentação dos padrões de segurança alimentar porque, em sua opinião, "as pessoas pobres deveriam ter permissão para comer alimentos abaixo do padrão por preços mais baixos", citando o livro de 1980 do economista Milton Friedman, Free to Choose: A Personal Statement, como a inspiração para a ideia. Em agosto, Yoon afirmou que o recente movimento feminista da Coreia do Sul foi um fator contribuinte significativo para a questão das baixas taxas de natalidade da nação. Mais tarde naquela mesma semana, Yoon afirmou durante uma entrevista com Busan Ilbo que não havia "basicamente nenhum vazamento de radiação" do desastre nuclear de Fukushima Daiichi porque "os próprios reatores não entraram em colapso".
Em 2 de setembro de 2021, o site de notícias Newsverse informou que, durante seu tempo como procurador-geral, Yoon supostamente ordenou que um procurador sênior e um político apresentassem queixas criminais politicamente motivadas contra políticos do Partido Democrático antes das eleições legislativas de 2020, na tentativa de influenciar as eleições. O artigo alegou que Yoon ordenou que o promotor sênior Son Jun-sung apresentasse queixas criminais contra candidatos opositores do Partido Democrático e ordenou que o membro da Assembleia Nacional do PPP, Kim Woong, apresentasse queixas criminais contra políticos, jornalistas e amigos do Partido Democrata antes das eleições de 2020. Em resposta às alegações, uma investigação interna foi lançada pelo Gabinete do Procurador Supremo e uma investigação foi lançada pelo recém-formado Escritório de Investigação de Corrupção para Altos Funcionários (CIO). Yoon negou as alegações e, em resposta às alegações e à investigação, relatou ao CIO o informante Cho Sung-eun e o Diretor do Serviço Nacional de Inteligência Park Jie-won. Pouco depois que as alegações foram publicadas, o apoio ao candidato principal do PPP Hong Joon-pyo, que havia sido indicado para o antecessor do PPP Partido Coreia Liberdade nas eleições presidenciais de 2017, subiu acentuadamente nas pesquisas, tornando Hong o candidato mais significativo para Yoon desde o início do ciclo da campanha. Uma pesquisa de 6 de setembro de candidatos em todos os partidos mostrou apoio a Hong em 13,6%, acima dos 4,2% da semana anterior, atrás de Yoon, que teve apoio de 26,4%.

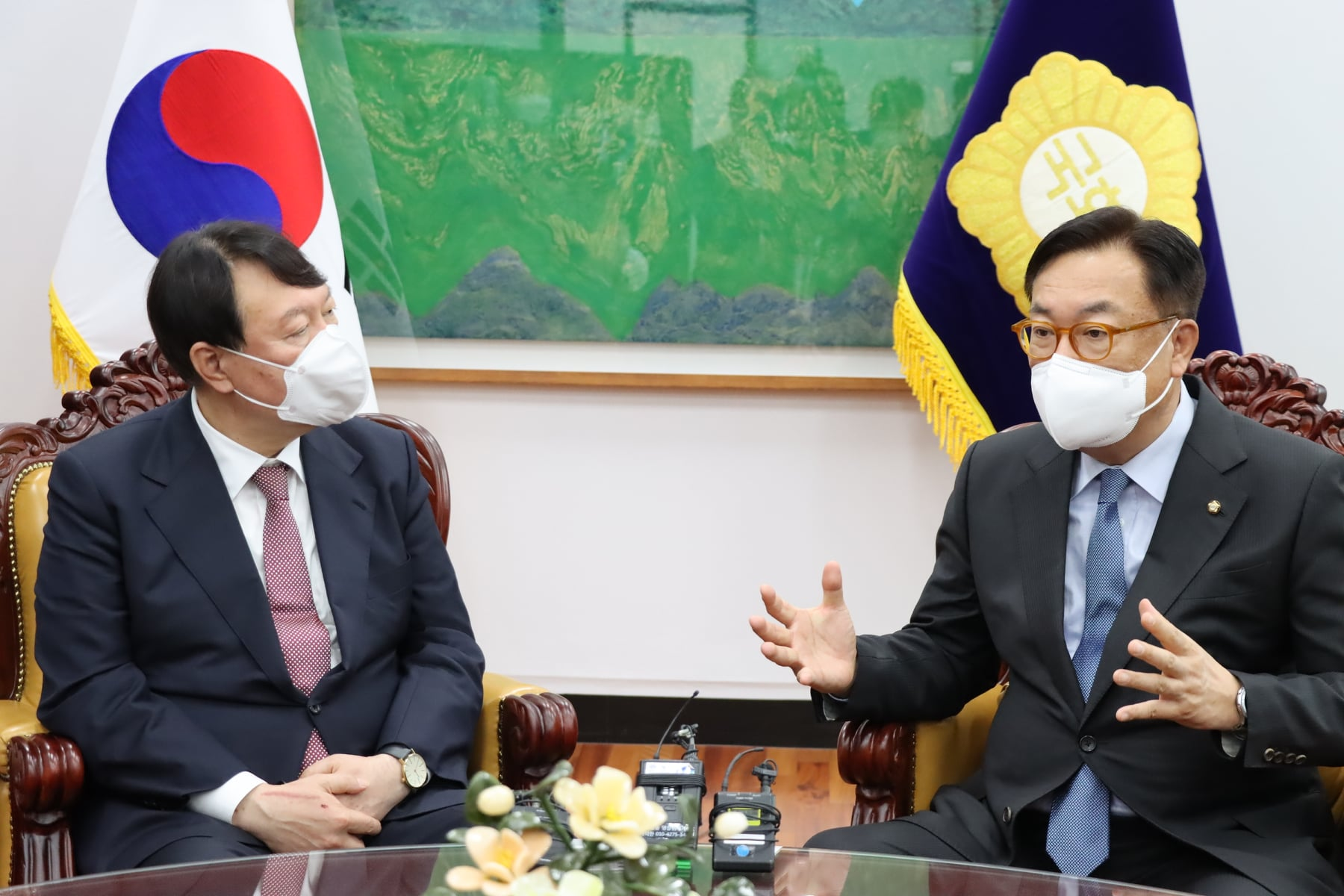
Yoon com Chung Jin-suk em novembro de 2021

Durante um debate primário de 1º de outubro entre todos os candidatos presidenciais qualificados do PPP, Yoon parecia ter o caractere hanja para "rei" escrito na palma da mão esquerda, um talismã de boa sorte muitas vezes inscrito a conselho de xamãs. Logo depois, foi amplamente divulgado que Yoon também tinha a marca em sua mão durante os dois debates primários anteriores. Os principais oponentes de Yoon, incluindo Hong Joon-pyo e Yoo Seong-min, criticaram Yoon por usar práticas xamanistas e fizeram comparações pouco lisonjeiras com o escândalo Choi Soon-sil, no qual o presidente Park Geun-hye permitiu que um xamã tivesse influência indevida sobre suas decisões executivas. Em resposta às críticas, Yoon afirmou que "um apoiador desenhou isso como uma mensagem de apoio, incentivando-me a ser confiante como um 'rei' durante o debate", e que ele havia esquecido de lavar a marca.
Em outubro, Yoon fez comentários elogiosos sobre o ex-ditador militar de extrema direita da Coreia do Sul Chun Doo-hwan. As declarações vieram durante uma reunião com funcionários do Partido do Poder Popular em Busan, durante a qual Yoon disse que "muitas pessoas ainda consideram que Chun se saiu bem na política, exceto o golpe militar e o massacre de Gwangju", acrescentando mais tarde que ele acredita que até mesmo as pessoas em Honam, a área geográfica que inclui Gwangju, sentiu o mesmo. Chun Doo-hwan, uma figura amplamente difamada na Coreia do Sul, foi responsável por vários abusos dos direitos humanos, incluindo tortura e assassinatos de civis inocentes. Yoon se desculpou por essas observações. No entanto, logo após seu pedido de desculpas, Yoon postou uma foto em sua conta do Instagram na qual ele dava uma maçã para seu cachorro; como as palavras para "maçã" e "desculpas" são homógrafos em coreano ("사과"), isso foi interpretado como uma declaração zombeteira em seu próprio pedido de desculpas anterior. As observações sobre Chun, assim como a postagem no Instagram, foram criticadas por todos os três candidatos restantes nas primárias do Partido do Poder Popular. Yoon novamente se desculpou por seus comentários quando visitou o Cemitério Nacional de 18 de maio em Gwangju em 10 de novembro, embora sua visita tenha sido recebida por manifestantes.
Em 5 de novembro de 2021, Yoon ganhou oficialmente a indicação do Partido do Poder Popular para a eleição presidencial de 2022. A vitória veio depois que Yoon lutou contra uma onda de apoio ao candidato rival Hong Joon-pyo nas últimas semanas das primárias. A nomeação resultou de um período de quatro dias de votação por membros do partido e do público em geral. Yoon Suk-yeol ganhou 47,85% dos votos, um total de 347.963 votos, e dos demais candidatos Hong Joon-pyo ganhou 41,50% dos votos, Yoo Seong-min ganhou 7,47% dos votos e Won Hee-ryong ganhou 3,17% dos votos.
Yoon venceu por pouco a eleição presidencial de 2022 que ocorreu em 9 de março de 2022. O candidato do Partido Democrático Lee Jae-myung admitiu a derrota nas primeiras horas do dia seguinte.
O seu índice de popularidade desceu para 19% após apenas alguns meses no poder. 

## Posições políticas

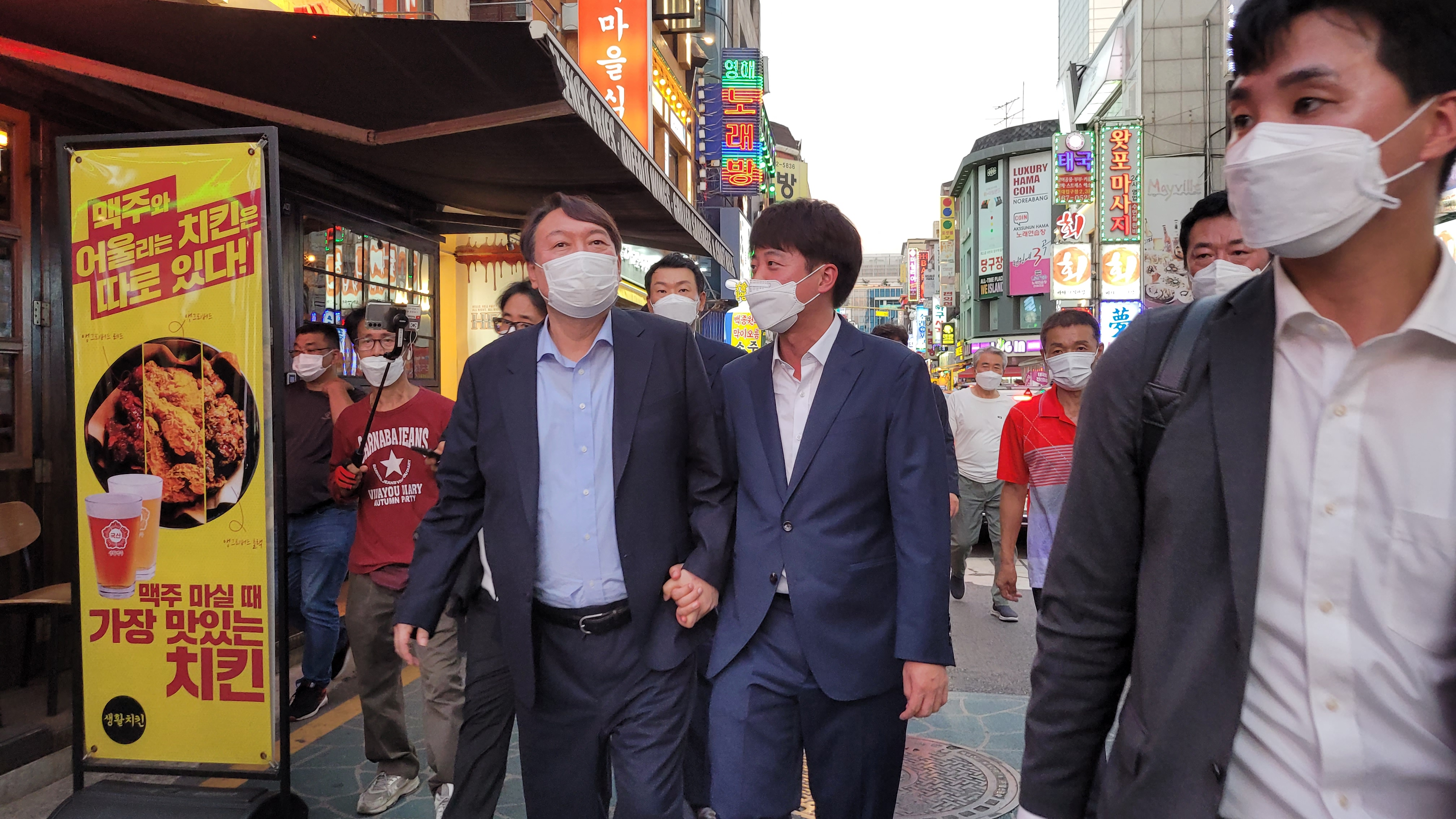
Yoon Suk-yeol (esquerda) com o líder do partido PPP Lee Jun-seok (direita)

Yoon se identifica como "conservador". Um ex-membro conservador do Parlamento, Chung Doo-un, considerou Yoon um conservador. O comentarista político Chin Jung-kwon, que apoia Yoon, chamou sua inclinação política de "libertarianismo".
Os críticos de Yoon o descreveram como um populista de direita. Sim Sang-jung, ex-candidata presidencial do Partido da Justiça de centro-esquerda, descreveu o PPP liderado por Yoon como "populismo de extrema-direita"; Kim Dong-yeon, ex-ministro das finanças e candidato presidencial independente de 2022, que se apresenta como modelo do presidente francês centrista Emmanuel Macron, também descreveu Yoon como "populista" Yoon rejeita o rótulo populista e chamou seu principal oponente nas eleições de 2022, o candidato do Partido Democrata Lee Jae-myung, de "populista".
Yoon se opõe ao intervencionismo econômico do governo. Ele citou o economista Milton Friedman e seu livro Free to Choose: A Personal Statement, como uma grande influência em sua crença no liberalismo econômico.
Em 22 de setembro de 2021, Yoon afirmou que exigirá que os Estados Unidos redistribuam armas nucleares táticas na Coreia do Sul. As armas nucleares não foram implantadas pelos EUA na Coreia do Sul desde o início dos anos 1990, após um acordo com a Rússia e em um esforço para aliviar as tensões entre a Coreia do Norte e a Coreia do Sul. Falando pelos Estados Unidos, o vice-secretário de Estado adjunto dos EUA para Japão e Coréia, Mark Lambert, rejeitou o pedido de Yoon pela renuclearização da Coréia do Sul e disse que a proposta era contra a política dos EUA. Zhao Lijian, porta-voz do Ministério das Relações Exteriores da República Popular da China, chamou a declaração de Yoon de "irresponsável". Em 7 de novembro de 2021, Yoon afirmou que, se eleito presidente, perdoaria os ex-presidentes Lee Myung-bak e Park Geun-hye, ambos cumprindo longas penas de prisão por corrupção (Park Geun-hye foi posteriormente perdoada pelo presidente Moon Jae-in em 24 de dezembro do mesmo ano). Em 12 de novembro de 2021, Yoon indicou que estaria aberto a mais implantações de mísseis THAAD dos EUA na Coréia do Sul. Yoon disse que aboliria a semana de trabalho de 52 horas e o salário mínimo se se tornasse presidente.
Em 7 de janeiro de 2022, ele escreveu em sua página no Facebook: "Abolir o Ministério da Mulher e da Família". O post recebeu uma boa resposta do Idaenam, enquanto organizações feministas o criticaram como "política de ódio". Ele foi rotulado como um "antifeminista" declarado e disse que as mulheres sul-coreanas não sofrem discriminação sistêmica.
Na frente econômica, anunciou que queria abolir a semana de trabalho de 52 horas e não estabelecer um limite máximo de horas de trabalho, abolindo ao mesmo tempo o salário-mínimo sul-coreano.

## Vida pessoal
Yoon é casado com Kim Keon-hee desde 2012. Kim é a presidente da Covana Contents, uma empresa especializada em exposições de arte. Apesar deles não terem filhos, eles têm a companhia de sete animais de estimação, quatro cachorros - Tori, Narae, Mari and Sunny - e três gatos - Akkaengi, Navi and Norangi.